# 月夜の願い
『月夜の願い』（つきよのねがい、原題：新難兄難弟、英題：He Ain't Heavy, He's My Father）は、1993年公開の香港映画。過去にタイムスリップして若き日の父親と出会った青年の姿を描いたファンタジー映画である。

## キャスト
- ユン - トニー・レオン
- ファン - レオン・カーフェイ
- ローラ - カリーナ・ラウ
- リン／イー - アニタ・ユン（二役）
- - ローレンス・チェン
- - チャウ・カーリン
- - レイ・チーホン
- - ジェイコブ・C・L・チャン